# Рамі Шаабан
Рамі Шаабан (швед. Rami Shaaban, нар. 30 червня 1975, Фісстра) — шведський футболіст фінсько-єгипетського походження, що грав на позиції воротаря. Воротар року в Швеції (2006, 2007). У складі національної збірної Швеції був учасником чемпіонату світу та Європи.

## Клубна кар'єра
Народився у шведській Сульні в родині єгиптянина та фінляндки. Почав грати у Швеції в нижчоліговій команді «Сальчебаденс», після чого відправився на історичну батьківщину в Єгипет, де навчався в університеті і паралельно грав за місцеві клуби «Замалек» та «Харас Ель Годуд».
В 1997 році Шаабан повернувся до Швеції, ставши гравцем «Наки», де провів три роки в другому дивізіоні. У 2000 році воротар перейшов у «Юргорден», де та кож став основним гравцем і в першому ж сезоні вивів команду в Аллсвенскан, однак з виходом до вищого дивізіону Рамі втратив місце в основі, оскільки до клубу приєднався Андреас Ісакссон, через що навіть здавався в оренду в клуб третього дивізіону «Вертанс».
У серпні 2002 року Шаабан приєднався до лондонського «Арсенал» як потенційна заміна для Девіда Сімена, який проводив останній сезон у клубі. В новій команді став грати разом із співвітчизником Фредріком Юнгбергом і коли Сімен отримав травму, Шаабан зіграв за клуб у двох матчах Ліги чемпіонів вдома проти ПСВ і у гостях проти «Роми», а також у трьох матчах Прем'єр-ліги (дебютував 16 листопада в північному лондонському дербі проти «Тоттенгем Готспур» (3:0). Втім Шаабан зламав його ногу під час тренування у переддень Різдва 2002 року і «вилетів» до кінця сезону, через що надалі тренер Арсен Венгер змушений був ставити у ворота третього воротаря команди Стюарта Тейлора. Сам же Шаабан через тяжкість травми боявся, що він не зможе грати знову, але після фізичної терапії зміг відновитись.
Влітку 2003 року Сімен покинув «Арсенал» і Венгер підписав німецького голкіпера Єнса Леманна, який відразу зайняв місце в основі й зіграв у кожному матчі в цьому сезоні та привів «канонірів» до чемпіонства, при цьому «Арсенал» не зазнав жодної поразки протягом всього сезону 2003/04 року. Шаабан же продовжував страждати від травм і не зміг скласти німцю конкуренцію, через що у січні 2004 року був відданий в оренду на місяць в «Вест Гем Юнайтед», але так і не зіграв жодного матчу за «молотобійців». Після повернення в «Арсенал» Рамі теж за основу не виступав і покинув клуб наприкінці того сезону.
Через відсутність серйозної ігрової практики з грудня 2002 року у Шаабана виникли чималі проблеми з подальшим працевлаштуванням. Влітку 2004 року воротар їздив на перегляд у «Сент-Етьєн» і «Лідс», пізніше в «Ліллестрем» і Саарбрюккен, а вже в січні 2005 року і в «Тоттенгем Готспур». Але в жодному з цих клубів не вдалося прийти до умов контракту, що влаштовують обидві сторони. Лише у лютому 2005 року Шаабан підписав короткостроковий контракт з клубом англійського Чемпіоншипу «Брайтон енд Гоув Альбіон» до кінця сезону, втім і тут зіграв лише кілька матчів.
Потім як вільний агент Шаабан їздив на перегляд у шотландський «Данді Юнайтед», де взяв участь в одному матчі передсезоного турніру Evening Telegraph Challenge Cup і допоміг виграти трофей, але і тут сторони так і не прийшли до згоди. Пізніше безуспішно намагався влаштуватись в «Брістоль Сіті» і лише на початку 2006 року перейшов в норвезький «Фредрікстад», з яким того ж року виграв національний кубок.
Завершив професійну ігрову кар'єру у клубі «Гаммарбю», за команду якого виступав протягом 2008—2011 років.

## Виступи за збірні
Залучався до складу молодіжної збірної Швеції.

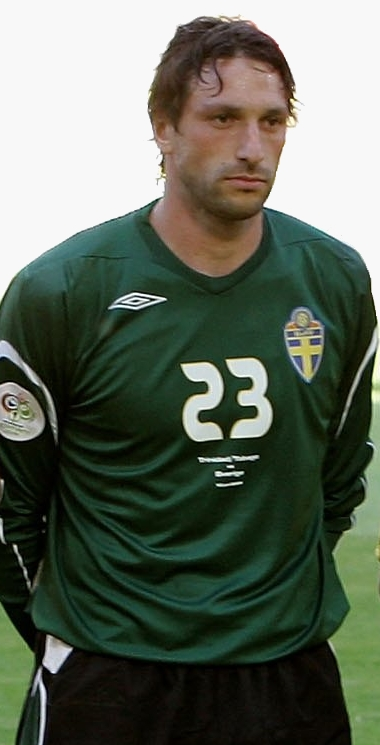
Рамі Шаабан на чемпіонаті світу 2006 року.

Не провівши жодного матчу за збірну, потрапив в заявку національної збірної Швеції на чемпіонат світу 2006 року у Німеччині. 25 травня 2006 року дебютував у збірній в товариському матчі з Фінляндією, вийшовши на заміну в перерві; матч закінчився з рахунком 0:0. На чемпіонаті світу провів повний матч 1-го туру проти збірної Тринідаду і Тобаго (0:0), після чого у ворота повернувся відновившийся від травми Андреас Ісакссон і Шаабан на поле більше не виходив.
У відборі до чемпіонату Європи 2008 року в Австрії та Швейцарії Шаабан провів 4 матчі, замінюючи травмованого Ісакссон, і потрапив в заявку збірної на фінальну стадію, де також на поле не виходив і в подальшому за «тре крунур» більше не грав. Всього ж протягом кар'єри у національній команді, яка тривала 3 роки, провів у формі головної команди країни 16 матчів.
| Дата              | Турнір   | Матч              | Матч | Матч        | Статистика             |
| ----------------- | -------- | ----------------- | ---- | ----------- | ---------------------- |
| 25 травня 2006    | ТМ       | Швеція            | 0:0  | Фінляндія   | Вийшов на 46'          |
| 10 червня 2006    | ЧС-2006  | Тринідад і Тобаго | 0:0  | Швеція      | 90 хвилин              |
| 16 серпня 2006    | ТМ       | Німеччина         | 3:0  | Швеція      | 90 хвилин              |
| 2 вересня 2006    | КЧЄ-2008 | Латвія            | 0:1  | Швеція      | 90 хвилин              |
| 6 вересня 2006    | КЧЄ-2008 | Швеція            | 3:1  | Ліхтенштейн | 90 хвилин              |
| 7 жовтня 2006     | КЧЄ-2008 | Швеція            | 2:0  | Іспанія     | 90 хвилин              |
| 11 жовтня 2006    | КЧЄ-2008 | Ісландія          | 1:2  | Швеція      | 90 хвилин              |
| 15 листопада 2006 | ТМ       | Кот-д'Івуар       | 1:0  | Швеція      | 90 хвилин              |
| 14 січня 2007     | ТМ       | Венесуела         | 1:1  | Швеція      | 90 хвилин              |
| 21 січня 2007     | ТМ       | Еквадор           | 1:1  | Швеція      | Замінений на 46' (0:0) |
| 7 лютого 2007     | ТМ       | Єгипет            | 2:0  | Швеція      | Вийшов на 46' (1:0)    |
| 22 серпня 2007    | ТМ       | Швеція            | 1:0  | США         | 90 хвилин              |
| 12 вересня 2007   | ТМ       | Чорногорія        | 1:2  | Швеція      | Вийшов на 46' (1:0)    |
| 19 січня 2008     | ТМ       | США               | 2:0  | Швеція      | 90 хвилин              |
| 26 березня 2008   | ТМ       | Бразилія          | 1:0  | Швеція      | Вийшов на 46' (0:0)    |
| 1 червня 2008     | ТМ       | Швеція            | 0:1  | Україна     | Вийшов на 46' (0:0)    |

## Досягнення
- Чемпіон Англії: 2003/04
- Володар Кубка Англії: 2002/03
- Володар Кубка Норвегії: 2006